# Christine Ockrent

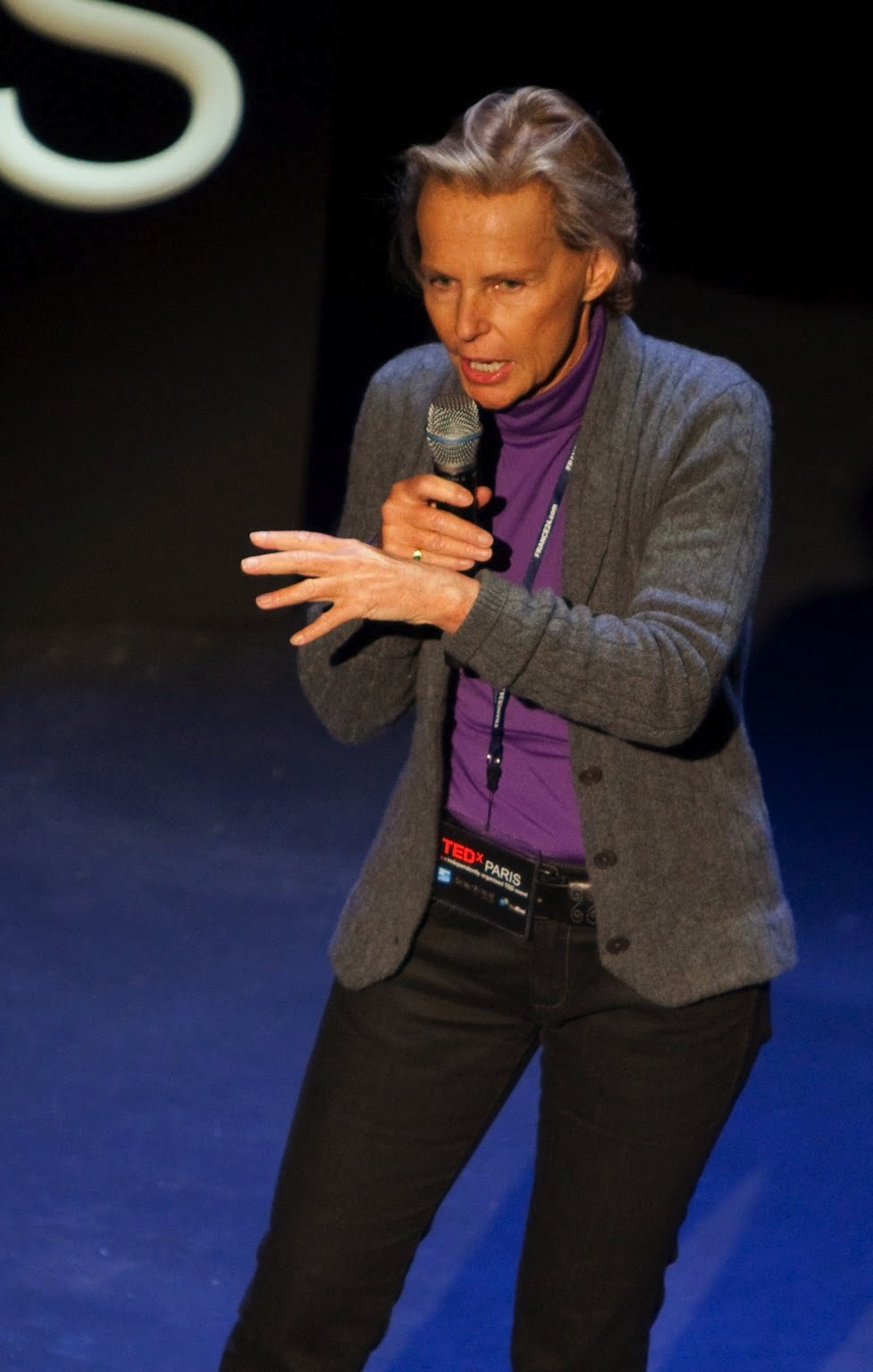
Christine Ockrent, 2010

Christine Ockrent ([kʁistin ɔkˈʁɛnt]) (* 24. April 1944 in Brüssel, Belgien) ist eine in Frankreich tätige belgische Journalistin und Fernsehmoderatorin.

## Leben
Christine Ockrent ist eine Tochter des belgischen Diplomaten Roger Ockrent, der Kabinettschef des belgischen Premierministers Paul-Henri Spaak, Leiter der mit der wirtschaftlichen Zusammenarbeit im Rahmen des Marshall-Plans befassten belgischen Behörden und belgischer OECD-Gesandter war.
Sie studierte Politikwissenschaften an der Sorbonne in Paris (diplomiert im Jahr 1965) und an der University of Cambridge. 1967/1968 arbeitete sie in der Europaabteilung der Nachrichten- und Dokumentarredaktion der US-amerikanischen Senderkette NBC und von 1968 bis 1977 in London für die Nachrichtensendung 60 Minutes des US-Senders CBS. In den folgenden Jahren war sie für die Nachrichtenabteilung des US-amerikanischen TV-Senders ABC tätig.
Nach dem Politikwechsel in Frankreich, der Übernahme der Präsidentschaft durch den Sozialisten François Mitterrand, wurde Christine Ockrent 1981 von Pierre Desgraupes, dem neuen Direktor von Antenne 2, des zweiten Programms des öffentlich-rechtlichen Fernsehens, für die Moderation der abendlichen Nachrichtensendung Journal de 20 heures engagiert und zudem in die Chefredaktion berufen. Nach Hélène Vida (Antenne 2, 1976) war sie die zweite Frau, der im französischen Fernsehen eine Hauptnachrichtensendung anvertraut wurde. Sie moderierte alternierend mit Patrick Poivre d'Arvor, blieb bis 1985 und kehrte 1988/1989 in derselben Funktion noch einmal zu Antenne 2 zurück. 1992 wechselte sie in die Redaktion von France 3, dem dritten öffentlich-rechtlichen Fernsehprogramm, und präsentierte dort bis 2007 verschiedene Informationsformate, neben den Nachrichten Soir 3 unter anderem Dimanche Soir (1994–1998) und France Europe Express (1997–2007).
Zwischenzeitlich war Ockrent für zahlreiche elektronische und Druckmedien aktiv, in den Jahren 1994 bis 1996 als Redaktionsleiterin der Zeitschrift L’Express. Von Februar 2008 bis Mai 2011 war sie Geschäftsführerin der öffentlichen Sender mit Auslandsdiensten, France 24, Radio France Internationale und TV5 Monde. Seit 2013 moderiert sie die Sendung Affaires étrangères im Hörfunkprogramm France Culture von Radio France, in der Entwicklungen in den internationalen Beziehungen thematisch vertieft werden.

## Privates
Christine Ockrent ist seit Anfang der 1980er Jahre die Lebenspartnerin des Mediziners und Mitbegründers von Médecins sans Frontières (Ärzte ohne Grenzen), Bernard Kouchner, der in mehreren französischen Regierungen Gesundheitsminister und von 2007 bis 2010 französischer Außenminister und Minister für europäische Angelegenheiten war. Mit ihm hat er einen gemeinsamen Sohn, den 1986 geborenen Journalisten und Schauspieler Alexandre Kouchner.